# 서주 함락
서주 함락(徐州 陷落)은 196년 동승의 조조 암살 미수 사건으로 조조가 서주의 유비를 공격한 사건으로 유비는 이 전투에서 서주를 잃고 하북의 원소에게 간다.